# August Lamey (Schriftsteller)

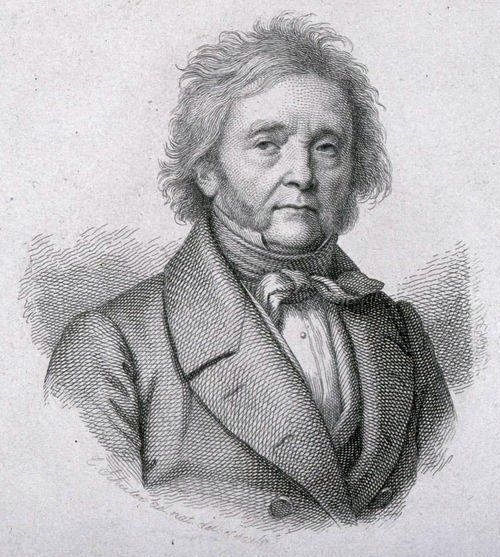
August Lamey

August Lamey (geboren am 3. März 1772 in Kehl; gestorben am 27. Januar 1861 in Straßburg) war ein deutscher Lyriker, Dramatiker und Jurist.

## Leben
Lamey wuchs in Straßburg auf. Seine Eltern waren der Tabakfabrikant und Großkaufmann Johann Martin Lamey (1736–1826) und die Kaufmannstochter Charlotte Catherine, geb. Lotzbeck. Nach dem Besuch des Gymnasiums studierte er Philosophie und Schöne Wissenschaften an der Universität, wo Christoph Wilhelm von Koch,
Isaak Haffner und Johann Friedrich Oberlin seine Lehrer waren.
Die Französische Revolution 1789 wurde von ihm begrüßt und in zahlreichen Gedichten enthusiastisch gefeiert, die im Ton teilweise merkbar von der Lyrik Schillers und Klopstocks beeinflusst waren, teilweise sich an überlieferte Kirchenweisen anlehnten und in den oberrheinischen Vernunfttempeln der Zeit auch tatsächlich gesungen wurden. Diese Gedichte erschienen 1791 gesammelt unter dem Titel Gedichte eines Franken am Rheinstrome und 1795 als Dekadische Lieder für die Franken am Rhein.
Auf den Rat seines Freundes Gottlieb Konrad Pfeffel hin ging Lamey 1794 nach Paris, wo er zunächst für den Wohlfahrtsausschuss arbeitete und dann eine Stelle als offizieller Übersetzer der republikanischen Staatsdruckerei fand. In dieser Zeit entstanden einige dramatische Werke wie zum Beispiel Marius zu Karthago, Cato's Tod und Marius Sextus Wiederkunft, pathetische Stücke im Geschmack der Zeit, voll von altrömischem Heldentum. Auch Napoleons Konsulat und Kaisertum fanden Lameys Zustimmung und wurden von ihm in entsprechenden Dichtungen freudig besungen. In diesen Jahren verfasste er auch einige Theaterstücke in französischer Sprache.
Im Rahmen der französischen Eroberungen in Deutschland wurde Lemay 1812 Zollrichter in Lüneburg, in den Befreiungskriegen floh er dann über Hamburg zurück nach Paris. 1816 wurde er Friedensrichter im elsässischen Münstertal, zwei Jahre später Untersuchungsrichter im Bezirk Altkirch. Danach war er ab 1827 noch Richter in Colmar und ab 1829 in Straßburg. 1844 ließ er sich pensionieren und lebte die folgenden Jahre mit seinen Kunstsammlungen und der Herausgabe seiner Gedichte beschäftigt in Straßburg. 
In diesen späteren Jahren war er mit der literarischen Entwicklung vor allem in Süddeutschland durchaus verbunden, so war er mit dem Dichter Justinus Kerner befreundet. Auf die zeitgenössische Dichtung reagierte er mit spätromantisch-biedermeierlichen Verserzählungen aus der heimatlichen Geschichte (Chronik der Elsässer in Liedern und Gemälden 1845), welche ihm in seiner elsässischen Heimat ein freundliches Andenken bescherten. Als Revolutions-Lyriker und deutscher Jakobiner war er bis in die jüngere Zeit weitgehend vergessen.

## Werke

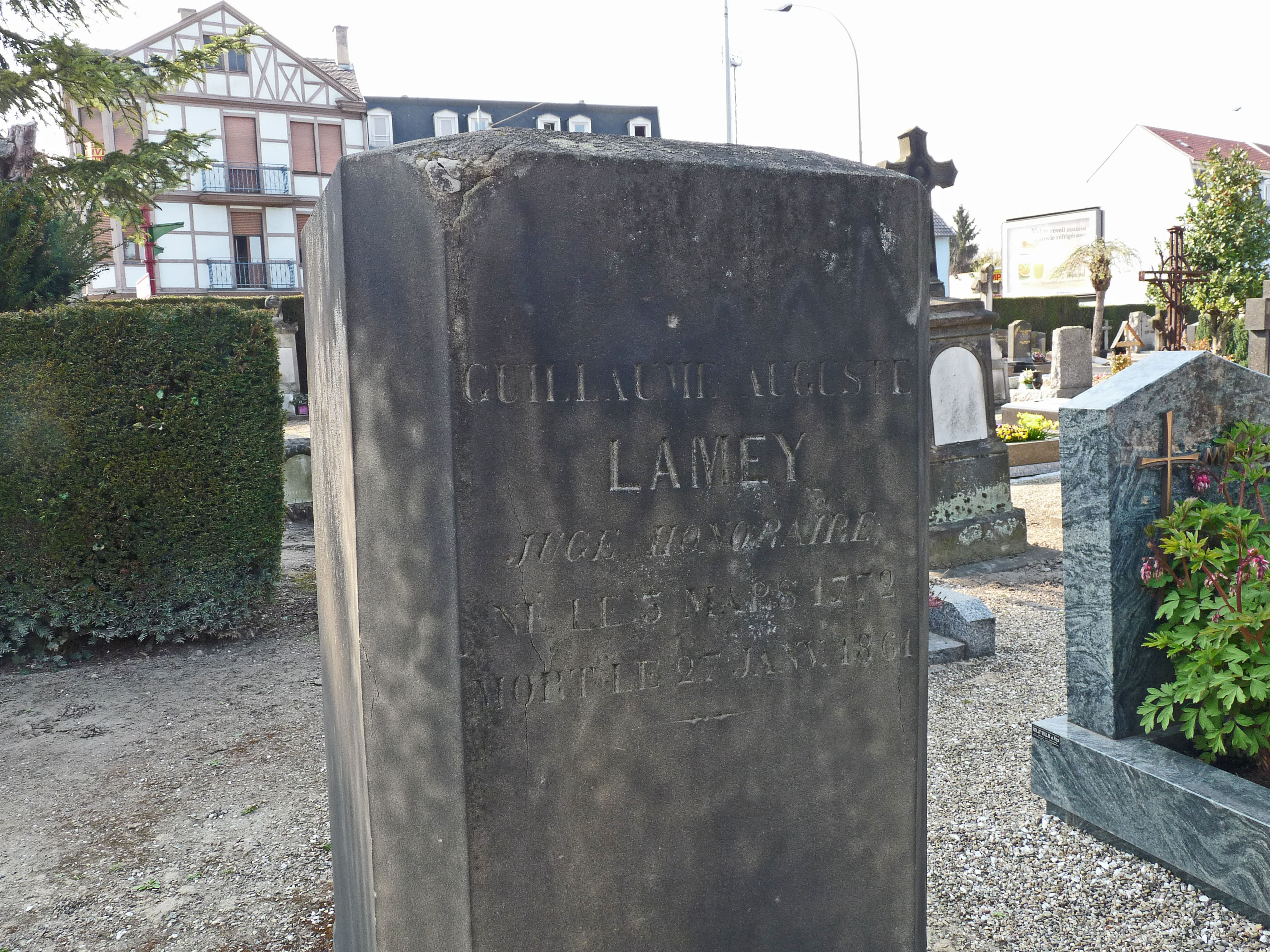
Grabstein auf dem Cimetière Sainte-Hélène in Straßburg

- Der Pöbelaufruhr zu Straßburg, vom 19ten bis 23ten Julius, 1789. Besungen von einem Raritätenkastenmann. Dorlisheim 1790, Digitalisat.
- Ode auf den Tag des großen Waffenbundes in Straßburg. Den 13. Junius 1790. Straßburg 1790.
- Ode an Herrn Baron von Dietrich, erwählten Bürgermeister von Straßburg. Den 6. Februar 1790. Straßburg 1790, Digitalisat.
- Luckner an sein Heer. Straßburg 1791.
- Lied der Eintracht. Den Vorstehern und Lehrern der Straßburgischen Universität und den guten Bürgern der Stadt zugeeignet, zum neuen Jahr 1791. Straßburg 1791.
- Gedichte eines Franken am Rheinstrom. Straßburg 1791, Digitalisat.
- Bundesfeyer im 4. Jahre der Freiheit. Den 14.July 1792. Straßburg 1792.
- Lied am Feste des Ewigen. Straßburg 1793.
- Revolutionslied. Straßburg 1793.
- An den Schöpfer. Straßburg 1794.
- Dekadische Lieder für die Franken am Rhein. Straßburg 1795.
- Marius zu Carthago. Drama. Paris 1797, Digitalisat.
- Cato’s Tod. Trauerspiel in einem Akt. Straßburg 1798, Digitalisat.
- Marius Sextus Wiederkunft. Ein dramatisches Fragment, nach dem Gemälde Guerin's. Paris 1799.
- Ode an Bonaparte. 1799.
- Romulus ou l’origine de Rome. Mélodrame. Paris 1807.
- Elvérine de Wertheim. Mélodrame. Paris 1808, Digitalisat.
- Irza, ou, les Conjurés a Tescuco. Mélodrame en trois actes, en prose. Paris 1810.
- Hymne zum 3. Jubelfeste der Reformation im Elsaß. Straßburg 1817, Digitalisat.
- Die Weinlese am Vogesus. Eine lyrische Scene. In Musik gesetzt von M. Braun.
- Blätter aus dem Hain. Straßburg 1836.
- Straßburgs Abschied von Agnes Schebest. Im Namen der Straßburgischen Liedertafel. Straßburg 1837.
- Zur Jubelfeier des Gymnasiums: Die Schüler Leybolds. In Strassburger Mundart. Gedicht. Straßburg 1838.
- Cantate und Kirchenlied zur dritten Jubelfeyer des Gymnasiums in Straßburg. Gesungen in der Neuen Kirche, den 13. August 1838. Straßburg 1838.
- Gedichte. Straßburg 1839. 2. Aufl. Straßburg 1842.
- Gutenberg oder das Fest der Buchdruckerkunst. Cantate. Straßburg 1840.
- Abendfest zu Ehren des Herrn J. B. Schwilgué, Vater, den 31. Dezember 1842. Straßburg 1842.
- Chronik der Elsässer in Liedern und Gemälden. Straßburg 1845.
- Gedichte. Straßburg 1852.
- Gedichte. 2 Bde. Straßburg 1856, Digitalisate Bd. 1, 2.